# Gaz idéal et gaz parfait
Les termes « gaz idéal » et « gaz parfait » sont généralement considérés comme synonymes (un gaz obéissant à la loi des gaz parfaits), de même que ideal gas et perfect gas en anglais à cette différence près que le terme le plus courant est « gaz parfait » en français mais ideal gas en anglais.
Dans la littérature scientifique les termes « gaz idéal » (en français) et perfect gas (en anglais) prennent parfois un sens plus restrictif, celui d'un gaz parfait possédant la propriété supplémentaire que sa capacité thermique ne dépend pas de la température. Il peut s'agir de la capacité thermique molaire, massique ou volumique, et isochore ou isobare, l'indépendance de l'une vis-à-vis de la température entraînant celle des autres.

## Terminologie
- En français, un gaz idéal est aussi appelé gaz parfait de Laplace. En anglais, un perfect gas est aussi appelé calorically perfect gas.
- En anglais, un gaz parfait non idéal est appelé semi-perfect gas ou thermally perfect gas.

## Propriétés
L'énergie interne U et l'enthalpie H (molaires, massiques ou volumiques) d'un gaz idéal sont des fonctions affines de la température T (et ne dépendent pas de la pression, comme c'est déjà le cas pour un gaz parfait non idéal) :
{\displaystyle U(T)=U_{0}+C_{V}\,T},
{\displaystyle H(T)=H_{0}+C_{P}\,T},
où {\displaystyle C_{V}} et {\displaystyle C_{P}} sont respectivement la capacité thermique isochore et la capacité thermique isobare, et {\displaystyle U_{0}} et {\displaystyle H_{0}} deux constantes.

## Théorie
- Pour un gaz monoatomique, la théorie cinétique des gaz considère que seule l'énergie cinétique contribue à l'énergie interne et prédit pour la capacité thermique isochore molaire la valeur {\displaystyle C_{V}={\tfrac {3}{2}}R} (donc {\displaystyle C_{P}={\tfrac {5}{2}}R} d'après la relation de Mayer) : les gaz monoatomiques devraient être idéaux.
- Pour un gaz polyatomique, le principe d'équipartition de l'énergie permet aussi de prédire, en mécanique statistique classique, une valeur constante de {\displaystyle C_{V}} (donc aussi de {\displaystyle C_{P}}) : {\displaystyle C_{V}={\tfrac {5}{2}}R} pour un gaz diatomique, {\displaystyle C_{V}={\tfrac {7}{2}}R} pour un gaz triatomique, etc.
- La mécanique statistique quantique (en) prédit en revanche, en accord avec les données expérimentales, que la capacité thermique des gaz polyatomiques augmente avec la température[1],[2], au fur et à mesure que les degrés de liberté vibrationnels, rotationnels et électroniques[3] se peuplent suivant la distribution de Boltzmann : un gaz réel peut en principe être parfait, mais pas idéal. En pratique, les variations de la capacité thermique en fonction de la température peuvent souvent être négligées, notamment quand on considère un intervalle de température suffisamment petit ou des températures suffisamment hautes.